# Jaskinia Marmurowa
Die Höhle Jaskinia Marmurowa (dt.: Marmorhöhle) ist eine Höhle im Tal Dolina Miętusia am Berg Kazalnica Miętusia (Czerwone Wierchy) im Massiv der Westtatra (Tatra-Nationalpark) in Polen. Man darf sie nur mit der Genehmigung der Nationalparkverwaltung betreten. Sie ist nur teilweise erforscht.
Die Höhle liegt bei Zakopane und Kościelisko, ist 681 Meter lang und hat einen Eingang auf Höhe von 1771 m n.p.m..